# Yacht-Club Nürnberg

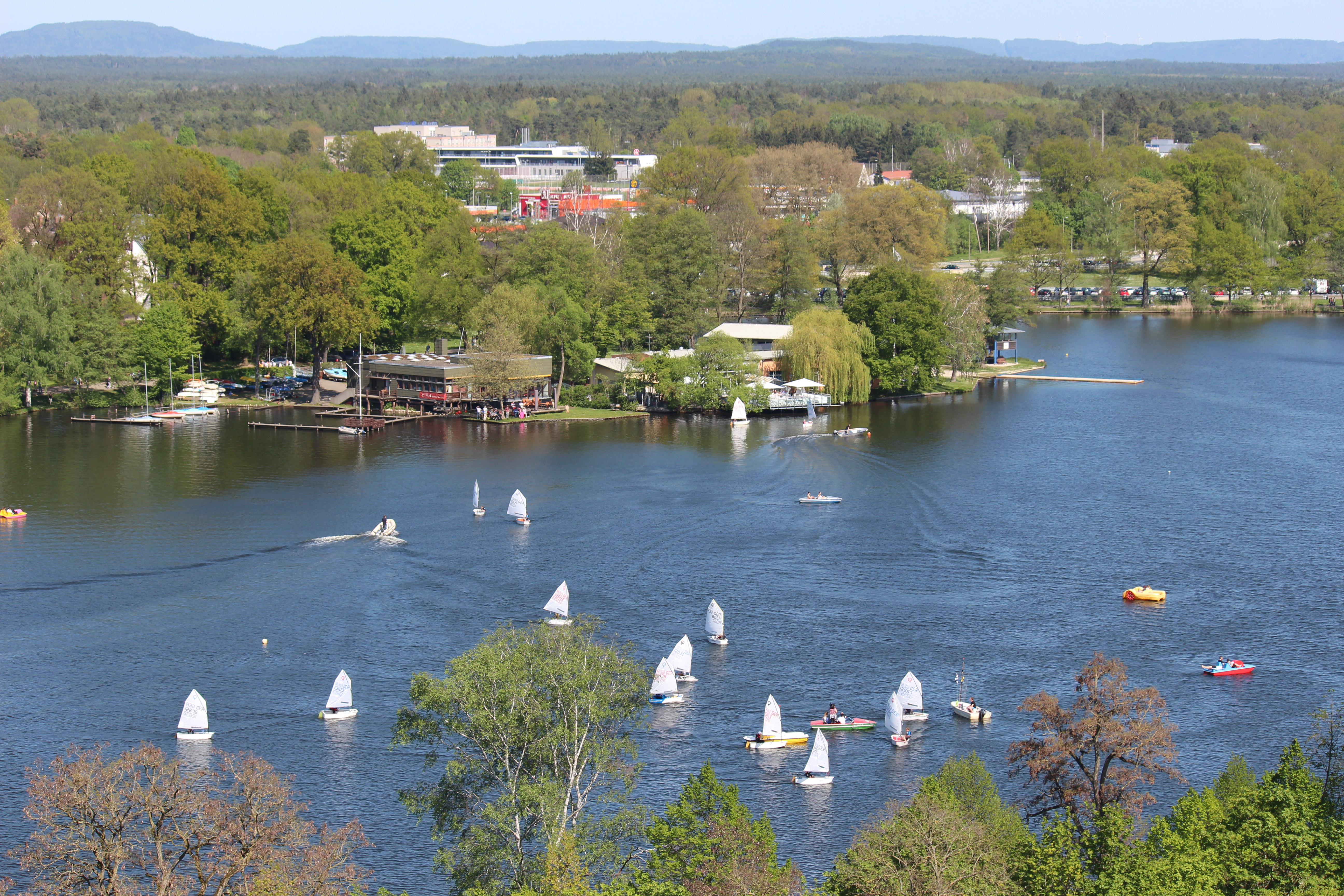
Luftbild vom Großen Dutzendteich (2016)

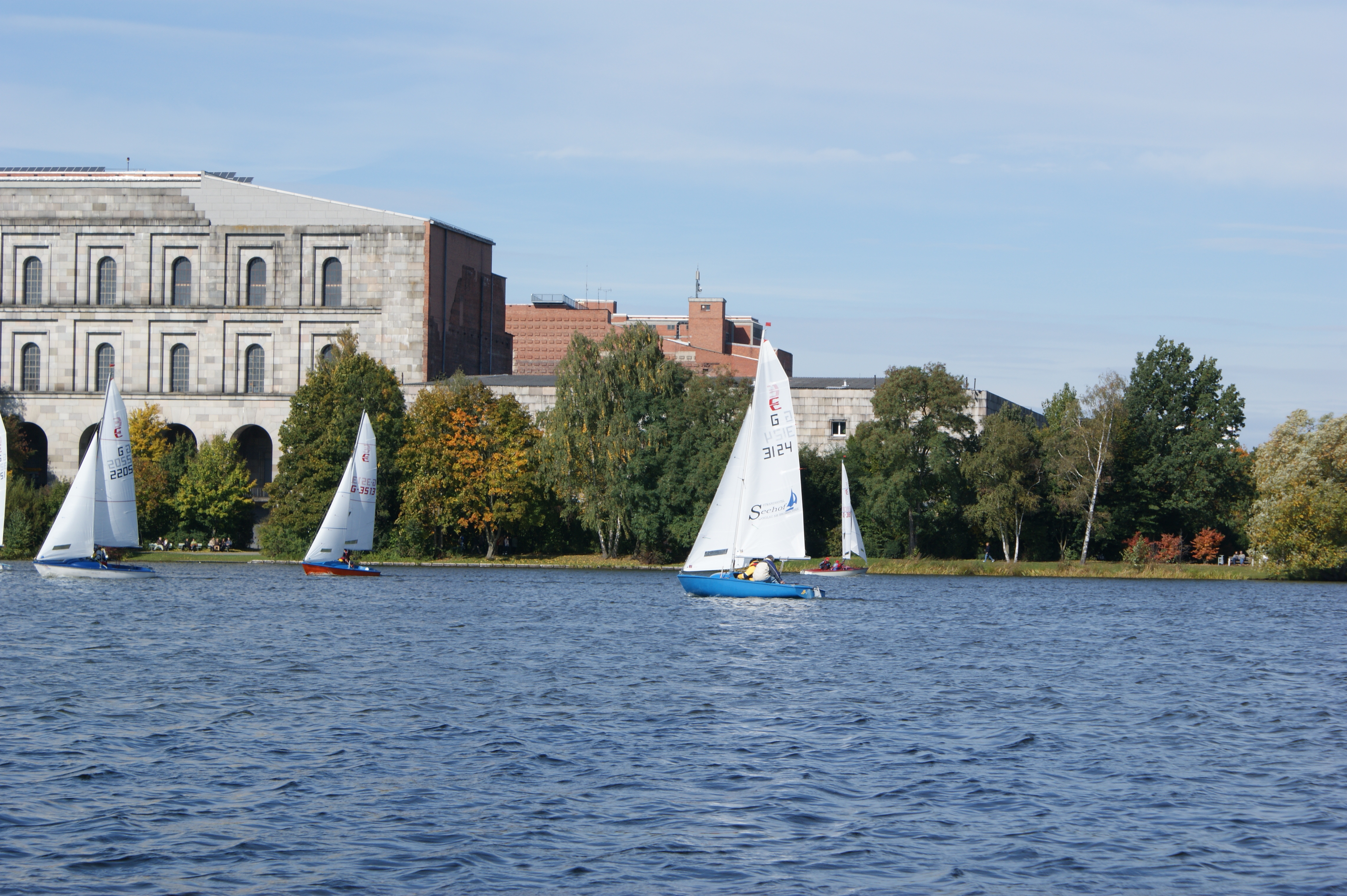
Boote des YCN auf dem Dutzendteich (2008)

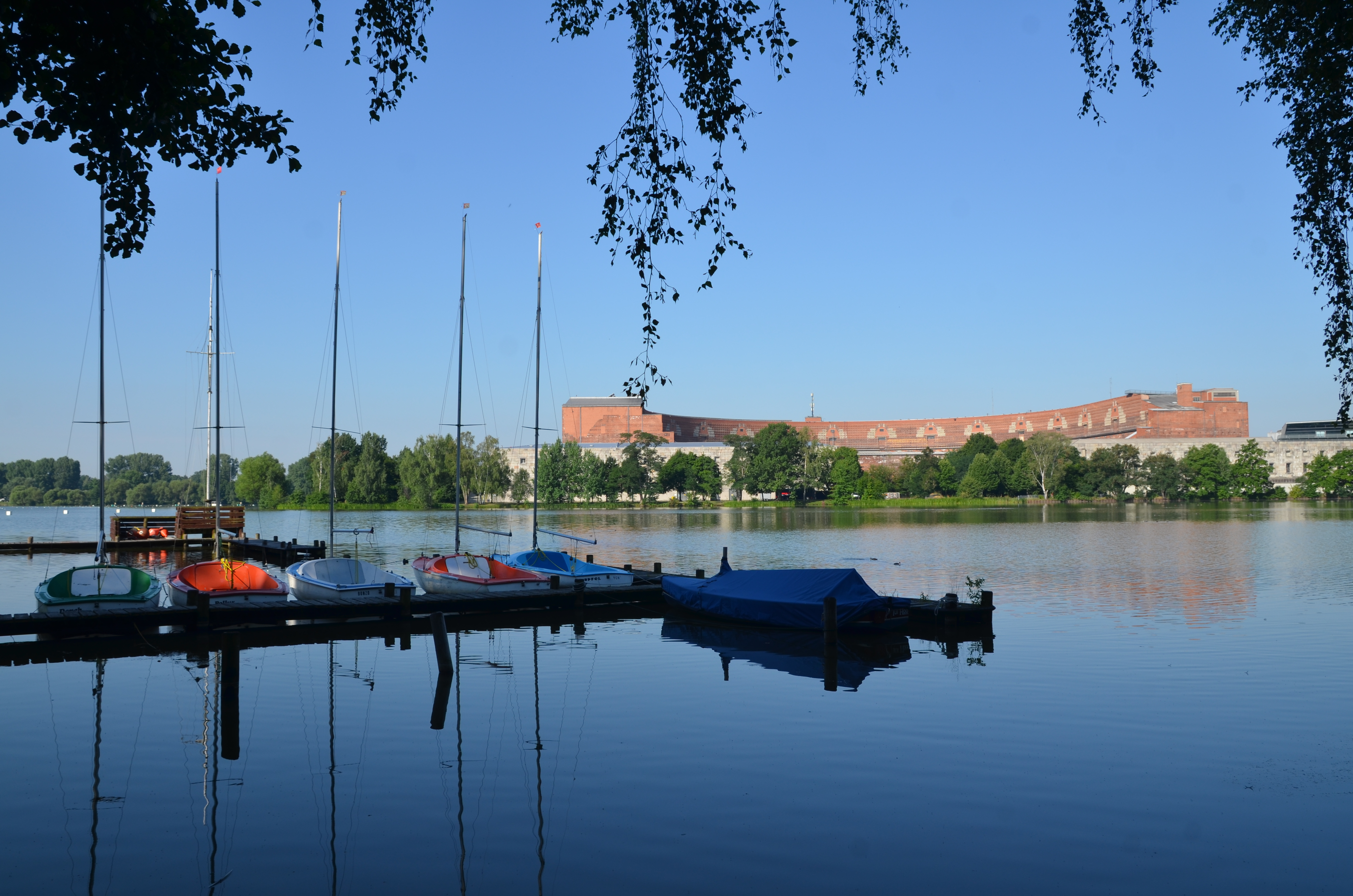
Hafen des YCN am Dutzendteich (2017)

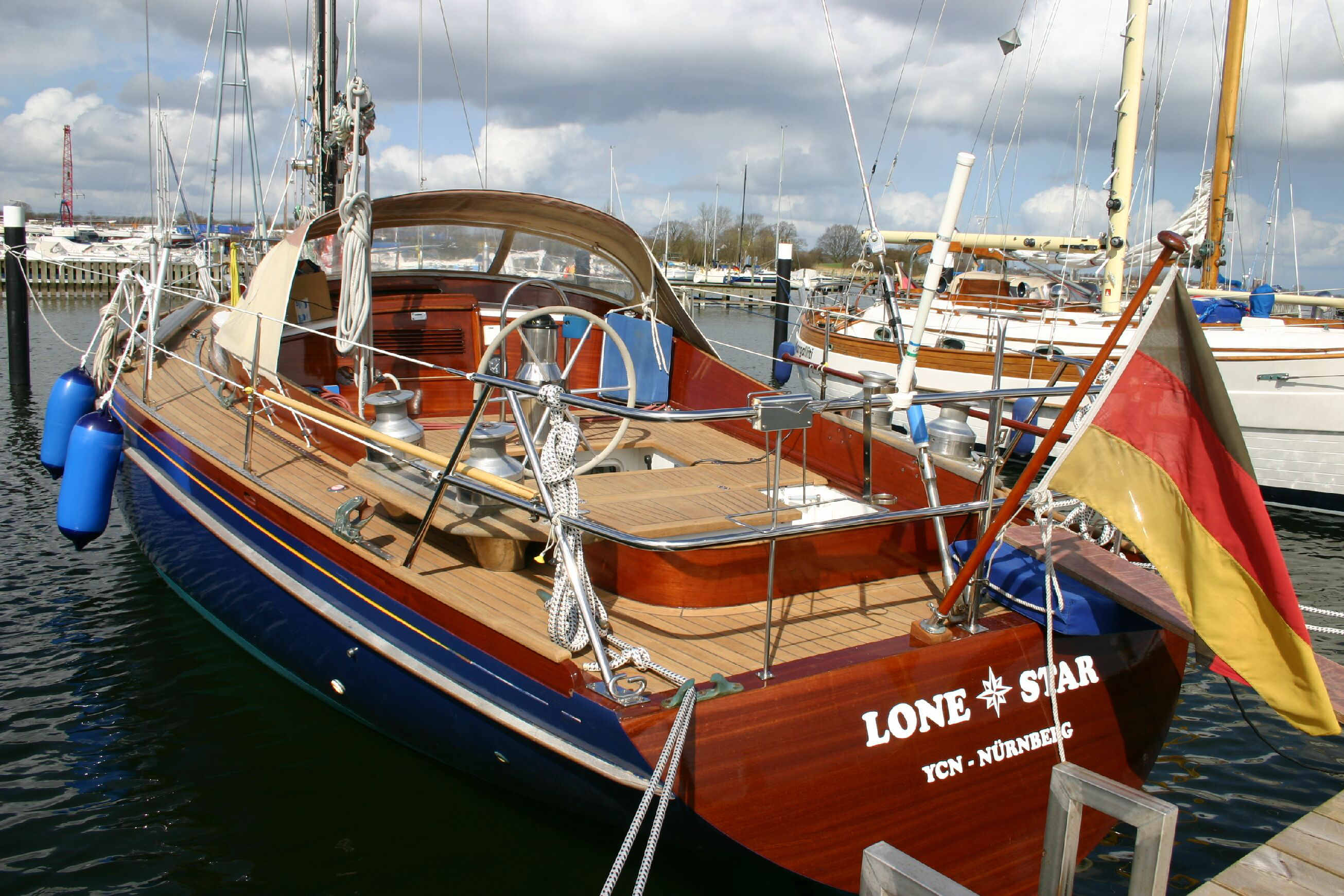
Die Lone Star nach dem Refit 2005 in Arnis

Der Yacht-Club Nürnberg e. V. (YCN; vormals Yacht-Club Noris) ist ein bayerischer Segelverein mit Sitz in Nürnberg. Mit über 600 Mitgliedern ist er der größte Segelverein in Nordbayern.

## Yacht-Club Noris
Der Yacht-Club Nürnberg wurde 1961 als Yacht-Club Noris gegründet.
Zusammen mit dem Ruderverein Nürnberg teilt er sich, nur durch den Fischbach geteilt, das Vereinsgelände auf der nördlichen Halbinsel am Dutzendteich. Das Gelände gehört zum ehemaligen Reichsparteitagsgelände und steht als Volkspark Nürnberg (D-5-64-000-2367) unter Denkmalschutz.
Das in Eigenleistung erbaute Clubhaus am Dutzendteich wurde 1965 bezogen. Dieses ist von Schimmelpilzen befallen und teilweise einsturzgefährdet. Ein Neubau an gleicher Stelle befindet sich in Planung und wird behindertengerecht mit einem Investitionsvolumen von knapp drei Millionen Euro in den 2020er Jahren realisiert und gefördert.
1999 kam das zweite Clubhaus im Segelzentrum Ramsberg am Brombachsee hinzu.

## Yacht-Club Nürnberg
Am 18. Juli 2018 beschlossen die Mitglieder des Yacht-Club Noris und des als frühere Sparte des ehemaligen ATV Frankonia Nürnberg (2014 mit dem SV 1873 Nürnberg Süd zum ATV 1873 Frankonia Nürnberg verschmolzen) ebenfalls in Nürnberg gegründeten und später am Großen Brombachsee mit Sitz in Ramsberg selbstständigen Vereins Yachtclub Frankonia die Verschmelzung der beiden Segelvereine.
Mit Hauptversammlungsbeschluss vom April und Registereintrag im Juni 2019 änderte der Verein seinen Namen in Yacht-Club Nürnberg e. V. Dies soll die Verbundenheit mit der Stadt Nürnberg und der Metropolregion verdeutlichen.

## Segelreviere und Stützpunkte
| Lage: Gewässer     | Hafen:   | Beschreibung                 | Kailänge    | Ausstattung (am Dutzendteich ist der YCN einziger Nutzer) |
| ------------------ | -------- | ---------------------------- | ----------- | --- |
| Dutzendteich       | Marina ⊙ | Vereinssitz                  | Steganlage  | 10 Wasserliegeplätze, 15 Landliegeplätze, Clubhaus, Strom, Wasser, Sanitär, Slipstelle, ÖPNV                                                                                      |
| Großer Brombachsee | Marina ⊙ | Segelhafen Ramsberg          | Steganlage  | Wasserliegeplätze, Landliegeplätze, Clubhäuser, Strom, Wasser, Sanitär, öffentliche Slipstelle für Kleinfahrzeuge, Kran 5 t                                                       |
| Ostsee             | Marina ⊙ | Sportboothafen Heiligenhafen | Steganlagen | 1 Wasserliegeplatz im Hafenbecken, Schwimmstege, Clubhaus, Strom, Wasser, Sanitär, öffentliche Slipanlage und Tankstelle, ÖPNV Heimathafen der clubeigenen Segelyacht „Lone Star“ |

## Aktivitäten
Der YCN bietet Segelsportlern im Raum Nordbayern die Möglichkeit zur Ausübung ihrer Sportart und zum Erfahrungsaustausch. Hierzu gehört neben der Ausbildung die regelmäßige Austragung regionaler und nationaler Regatten und Meisterschaften.

### Regatten

#### Jährlich ausgerichtete Regatten
- Noriscup, Regatta der Bootsklasse 29er[7]
- Zwetschgenmännla-Regatta, Regatta der Bootsklassen Opti A und Opti B
- Korsar-Trichter, Regatta der Bootsklasse Korsar
- Opti-Trichter, Regatta der Bootsklasse Opti B
- OPTILIGA Franken, Einsteigerregatta der Bootsklasse Optimist, inspiriert durch die Deutsche Segel-Bundesliga[8]

#### Ausrichtung von Meisterschaften
- 2009: Internationale Deutsche Meisterschaft der 29er[9]
- 2014: Internationale Deutsche Jugend-Meisterschaft der 29er & Internationale Deutsche Meisterschaft der 49er/49erFX[10]
- 2018: Internationale Deutsche Meisterschaft 2018 der Europe[11]

### Deutsche Segel-Bundesliga
Zum Start der Deutschen Segel-Bundesliga 2013 gehörte der YCN zu den Teilnehmern im ersten Wettbewerb deutscher Segelvereine. Zum ersten Mal segelten Vereinsmannschaften annähernd auf Profiniveau gegeneinander. Im ersten Jahr segelte der YCN in der Segel-Bundesliga, damals der ersten und einzigen Liga nach diesem Modus. Nach der ersten Saison folgte 2014 der Abstieg in die neugegründete 2. Segel-Bundesliga. Der YCN konnte Ende 2014 diese Liga nicht halten und scheiterte in der Qualifikation für die 2. Liga. Im Oktober 2015 nahm erneut ein Team an der Qualifikation für die 2. Liga in Glücksburg teil, der Einzug in die 2. Liga wurde jedoch knapp verfehlt. 2016 baute der YCN ein neues Team für die Qualifikation auf, verpasste aber am Ende der Saison den Einzug in die 2. Liga.

### Schularbeitsgemeinschaften
Der Club unterhält mit sieben Schulen, darunter die Bertolt-Brecht-Schule Nürnberg, Schularbeitsgemeinschaften mit dem Ziel, Schüler im Rahmen des Sportunterrichts mit der Sportart „Segeln“ vertraut zu machen.

## Bekannte Mitglieder
- Jörg Spengler, mehrfacher Weltmeister, Europameister und Bronzemedaillen-Gewinner in der Bootsklasse Tornado
- Jens Thoma und Simon Woop, Deutsche Jugendmeister in der Bootsklasse 29er
- Simon Gorgels, Deutscher Vizemeister in der Bootsklasse Finn-Dinghy